# Venteira
Venteira ist eine Gemeinde (Freguesia) im portugiesischen Kreis Amadora. In ihr leben 18.750 Einwohner (Stand 30. Juni 2011).

## Bauwerke
- Ponte Filipina de Carenque de Baixo